# La Forêt de Mogari
Pour plus de détails, voir Fiche technique et Distribution.
La Forêt de Mogari (殯の森, Mogari no mori) est un film dramatique japonais réalisé par Naomi Kawase, sorti en 2007. 
Le film raconte l'histoire d'une infirmière dans une maison de retraite et sa relation avec un pensionnaire qui cherche quelque chose qu'il ne peut pas expliquer. Il a obtenu le Grand prix au festival de Cannes 2007 durant lequel Naomi Kawase de même que Shigeki Uda ont monté les marches en kimono traditionnel.

## Synopsis
Machiko, encore affectée par la mort de son fils, commence son nouveau travail d'aide soignante dans un établissement accueillant des personnes âgées, situé en pleine nature. Elle y rencontre Shigeki, qui, depuis la mort de sa femme, assiste à des apparitions lumineuses. Les deux protagonistes vont se retrouver perdus dans la forêt de Mogari et y faire face à leurs émotions, et notamment à leur souffrance.

## Fiche technique
- Titre : La Forêt de Mogari
- Titre original : 殯の森 (Mogari no mori?)
- Titre anglais : The Mourning Forest
- Réalisation : Naomi Kawase
- Scénario : Naomi Kawase
- Musique : Masamichi Shigeno
- Photographie : Hideyo Nakano
- Montage : Tina Baz Le Gal, Yuji Oshige
- Décors : Toshihiro Isomi
- Maquillages : Yuka Sumimoto
- Sociétés de production : Celluloid Dreams, Centre national de la cinématographie, Kumie Inc
- Pays de production :  France et  Japon
- Langue : japonais
- Format : couleur — 1,85:1 — 35 mm (Dolby SR)
- Genre : drame
- Durée: 97 minutes
- Dates de sortie :
  - Japon : 23 juin 2007[1]
  - France : 31 octobre 2007[2]
- Classification : tous publics[2]

## Distribution
- Machiko Ono : Machiko
- Shigeki Uda : Shigeki
- Yōichirō Saitō (ja) : époux de Machiko
- Kanako Masuda : Mako (épouse de Shigeki)
- Makiko Watanabe : Wakako

## Récompenses
Le film s'est vu récompensé du Grand prix du Festival de Cannes de 2007. Ce prix a la particularité de récompenser l’œuvre faisant la plus grande preuve d’originalité ou de recherche cinématographique, il n'est donc pas à confondre avec la fameuse Palme d'or.